# 六角八门孔虫
六角八门孔虫（学名：Octopyle hexagona）为门孔虫科八门孔虫属的动物。在中国，分布于南海等海域。